# Сельское поселение Темповое
Сельское поселение Темповое — упразднённое муниципальное образование (сельское поселение) в составе бывшего Талдомского муниципального района Московской области. Административный центр — село Темпы.
Граничило на западе с сельским поселением Куликовское Дмитровского района Московской области, на севере с городом Дубна Московской области и c Титовским сельским поселением Кимрского района Тверской области, на востоке с городским поселением Талдом. Площадь территории муниципального образования — 26 727 га. По территории поселения протекают реки Дубна, Куйминка, Куновка, на севере Сестра и по западной границе поселения канал им. Москвы. В Темпах находится 2-й шлюз канала им. Москвы.
Поселение образовано в начале 2005 года в результате реформы местного самоуправления путём объединения Темпового, Юдинского и Великодворского сельских округов. Одним из старейших населённых пунктов сельского поселения являлось село Великий Двор, впервые упомянутое в 1610 году.
В поселении две школы — Великодворская основная школа и Темповская средняя общеобразовательная школа, — один детский сад, три Дома культуры, три библиотеки.
По территории поселения проходят автомобильные дороги А104 «Москва — Дубна», Р112. Железнодорожный транспорт представлен Савёловским направлением МЖД: станция Лебзино вблизи села Великий Двор; станции Темпы, Мельдино, 119 км, Карманово на ответвлении Вербилки — Дубна Савёловской линии.

## Население
| 2006  | 2007  | 2008  | 2009  | 2010  | 2011  | 2012  |
| ----- | ----- | ----- | ----- | ----- | ----- | ----- |
| 1201  | ↗1383 | ↗1401 | ↗1421 | ↘1310 | ↗1394 | →1394 |
| 2013  | 2014  | 2015  | 2016  | 2017  | 2018  |       |
| ↗1485 | ↗1572 | ↗1638 | ↗1667 | ↘1641 | ↘1599 |       |

## Состав сельского поселения
Административно сельское поселение Темповое включает в себя 36 населённых пунктов:
| Наименование     | Вид     | Население, чел. (2010) | ОКАТО          | Бывшая административная единица |
| ---------------- | ------- | ---------------------- | -------------- | ------------------------------- |
| Арефьево         | деревня | 0                      | 46 254 837 021 | Юдинский сельский округ         |
| Бережок          | деревня | 1                      | 46 254 837 018 | Юдинский сельский округ         |
| Большое Страшево | деревня | 14                     | 46 254 837 005 | Юдинский сельский округ         |
| Великий Двор     | село    | 349                    | 46 254 802 001 | Великодворский сельский округ   |
| Веретьево        | деревня | 9                      | 46 254 837 016 | Юдинский сельский округ         |
| Волдынь          | деревня | 2                      | 46 254 837 012 | Юдинский сельский округ         |
| Воргаш           | деревня | 65                     | 46 254 802 006 | Великодворский сельский округ   |
| Высочки          | деревня | 1                      | 46 254 837 011 | Юдинский сельский округ         |
| Гусёнки          | деревня | 5                      | 46 254 837 010 | Юдинский сельский округ         |
| Жуково           | деревня | 0                      | 46 254 837 026 | Юдинский сельский округ         |
| Зятьково         | деревня | 3                      | 46 254 837 017 | Юдинский сельский округ         |
| Иванцево         | деревня | 16                     | 46 254 837 014 | Юдинский сельский округ         |
| Карманово        | деревня | 14                     | 46 254 826 002 | Темповый сельский округ         |
| Кривец           | деревня | 2                      | 46 254 837 007 | Юдинский сельский округ         |
| Крияново         | деревня | 25                     | 46 254 837 020 | Юдинский сельский округ         |
| Кузнецово        | деревня | 5                      | 46 254 837 008 | Юдинский сельский округ         |
| Куймино          | деревня | 6                      | 46 254 837 002 | Юдинский сельский округ         |
| Кутачи           | деревня | 6                      | 46 254 837 015 | Юдинский сельский округ         |
| Лебзино          | деревня | 0                      | 46 254 802 005 | Великодворский сельский округ   |
| Людятино         | деревня | 11                     | 46 254 802 004 | Великодворский сельский округ   |
| Малое Страшево   | деревня | 3                      | 46 254 837 006 | Юдинский сельский округ         |
| Мельдино         | деревня | 16                     | 46 254 826 003 | Темповый сельский округ         |
| Наговицино       | деревня | 1                      | 46 254 837 003 | Юдинский сельский округ         |
| Новотроица       | деревня | 0                      | 46 254 837 022 | Юдинский сельский округ         |
| Ольховик         | деревня | 5                      | 46 254 837 025 | Юдинский сельский округ         |
| Пановка          | деревня | 164                    | 46 254 837 004 | Юдинский сельский округ         |
| Платунино        | деревня | 4                      | 46 254 837 019 | Юдинский сельский округ         |
| Полудёновка      | деревня | 17                     | 46 254 826 004 | Темповый сельский округ         |
| Сляднево         | деревня | 27                     | 46 254 802 003 | Великодворский сельский округ   |
| Стариково        | деревня | 31                     | 46 254 837 013 | Юдинский сельский округ         |
| Темпы            | село    | 437                    | 46 254 826 001 | Темповый сельский округ         |
| Устье-Стрелка    | деревня | 1                      | 46 254 837 024 | Юдинский сельский округ         |
| Утенино          | деревня | 4                      | 46 254 837 009 | Юдинский сельский округ         |
| Филиппово        | деревня | 3                      | 46 254 837 023 | Юдинский сельский округ         |
| Юдино            | деревня | 13                     | 46 254 837 001 | Юдинский сельский округ         |
| Ябдино           | деревня | 50                     | 46 254 802 002 | Великодворский сельский округ   |